# Na Hradech
Na Hradech je přírodní rezervace poblíž východně od obce Žáravice v okrese Pardubice. Oblast spravuje Agentura ochrany přírody a krajiny ČR. Důvodem ochrany je rybník s přilehlými loukami a opukové stráně.

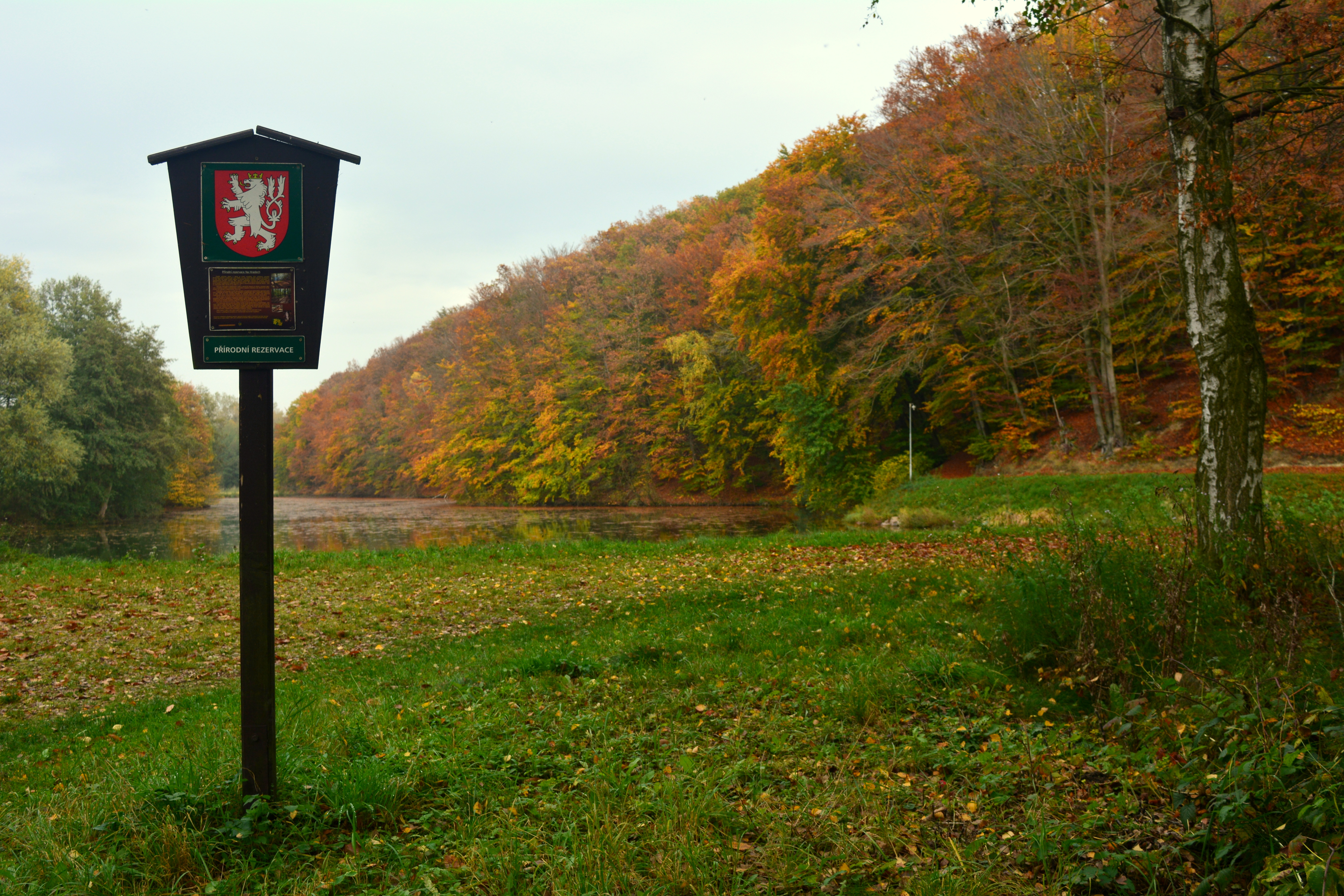
Přírodní rezervace
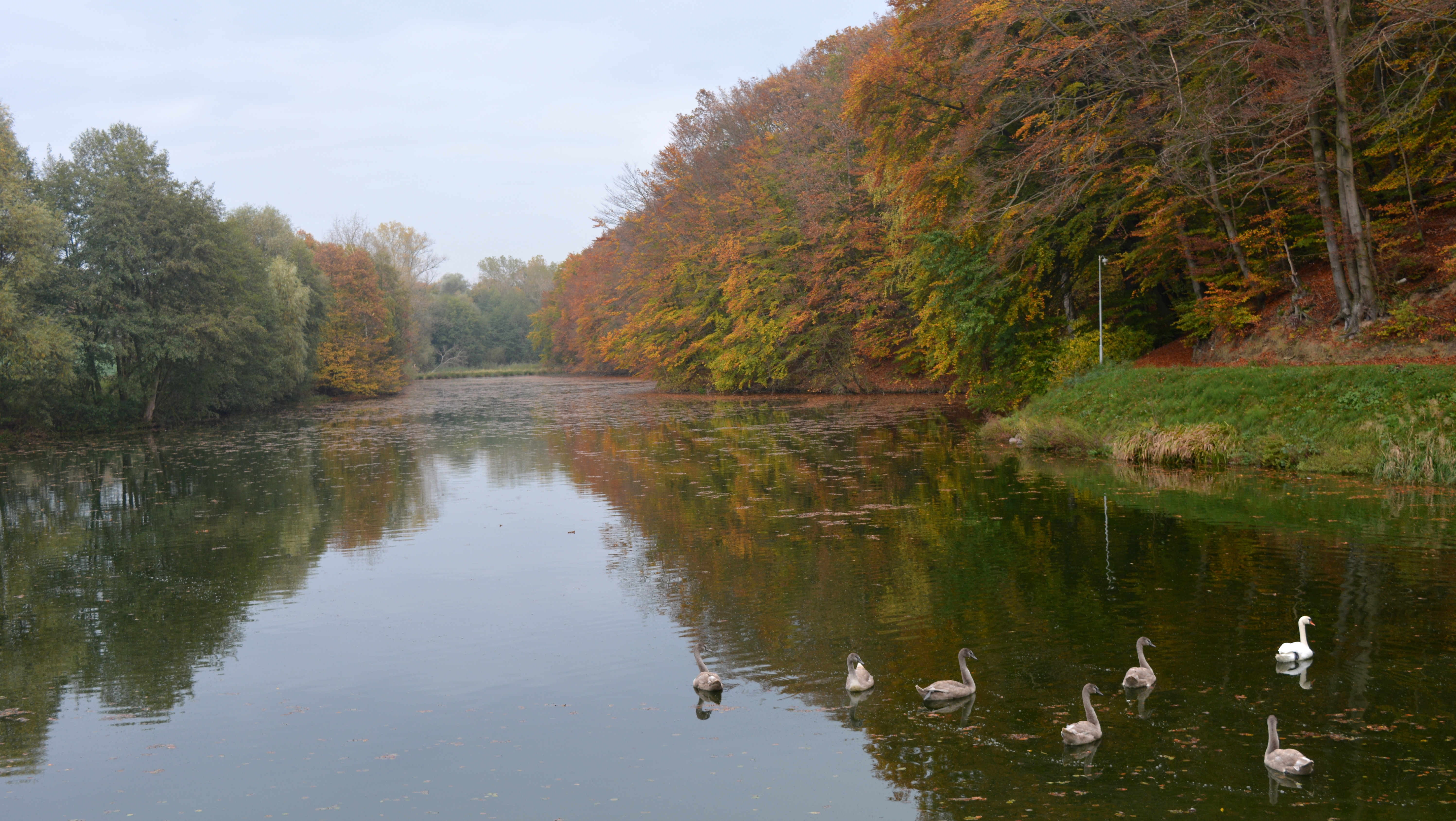
Rybník Švihov
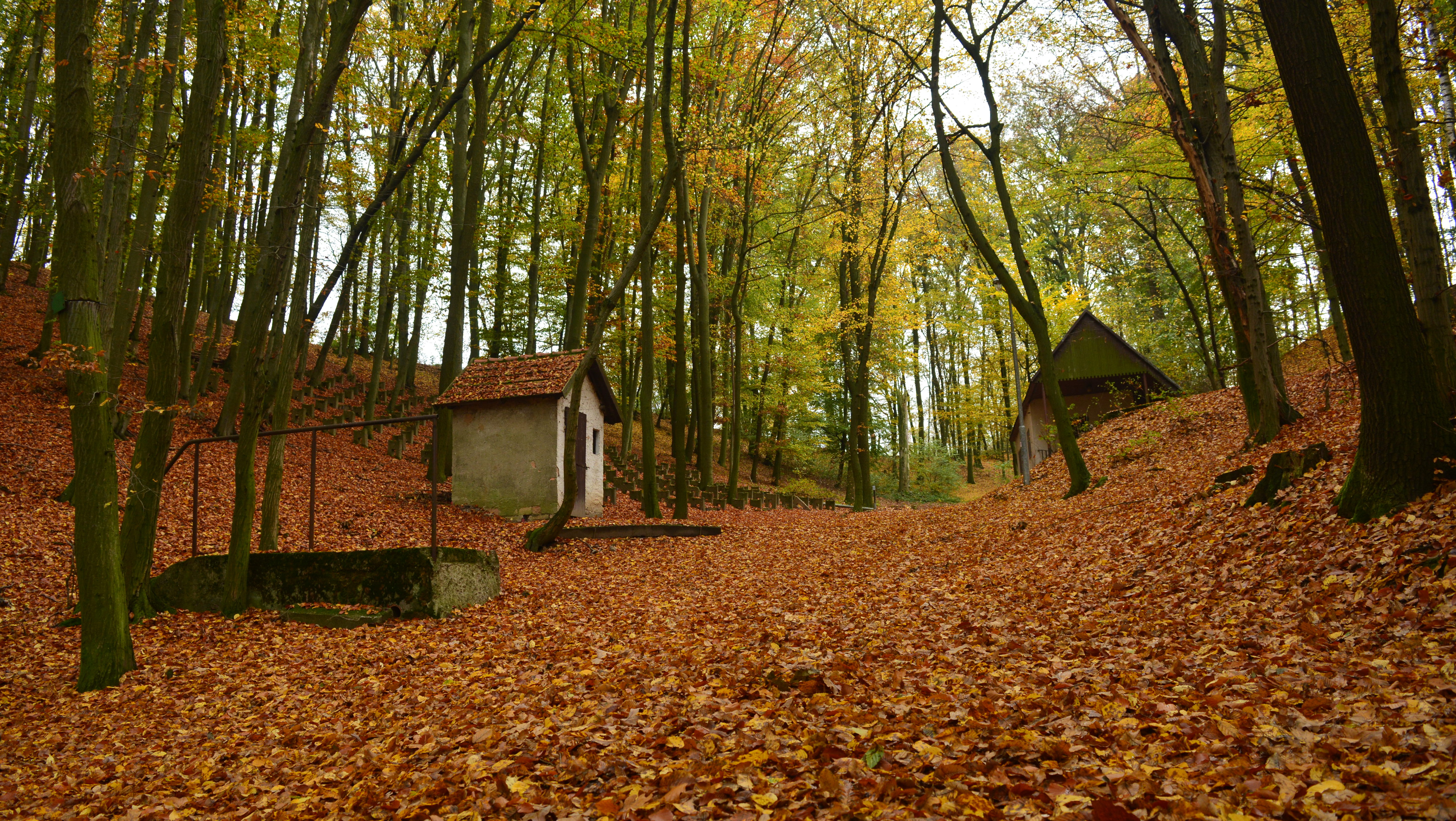
Přírodní divadlo Hrada
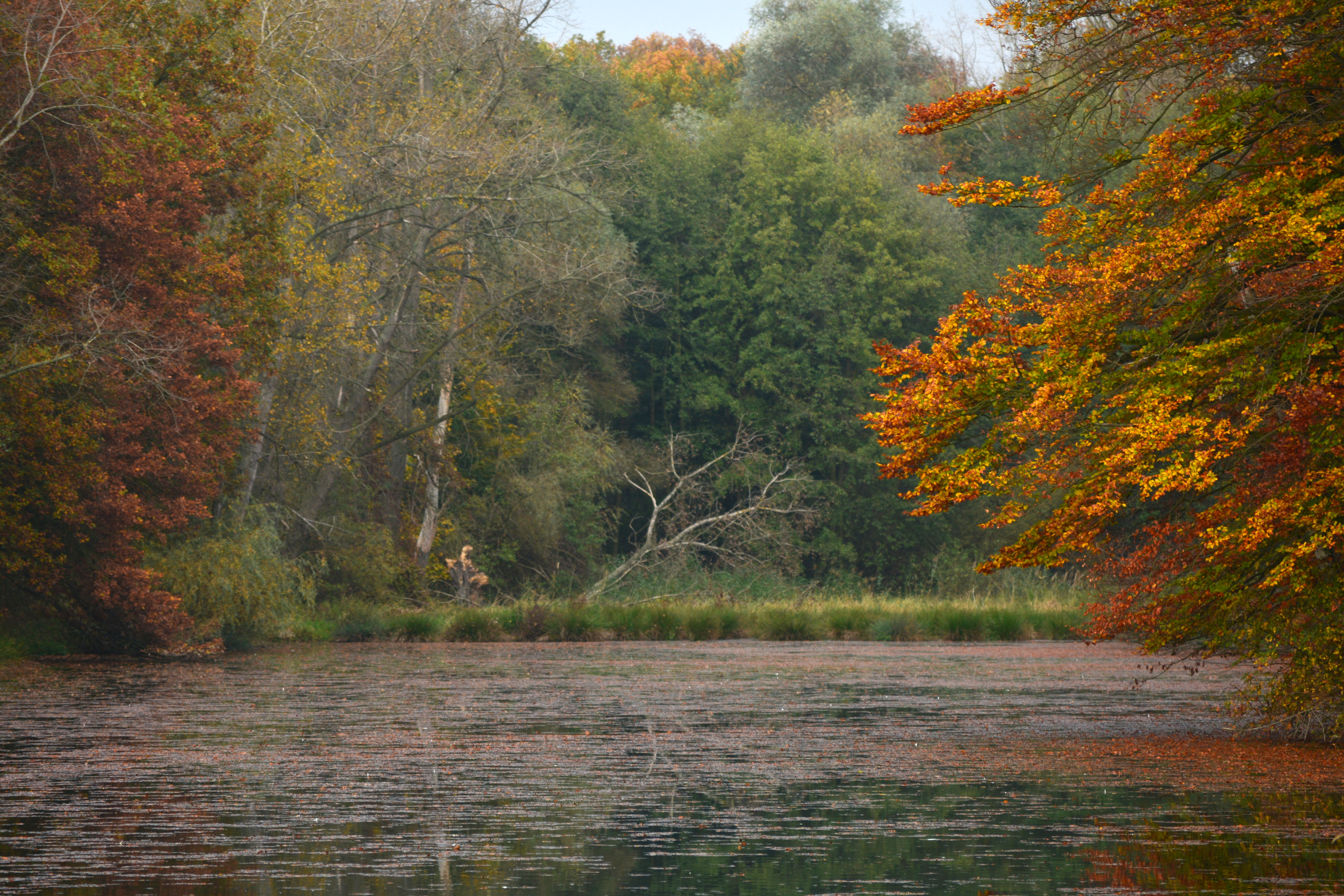
Rybník Švihov
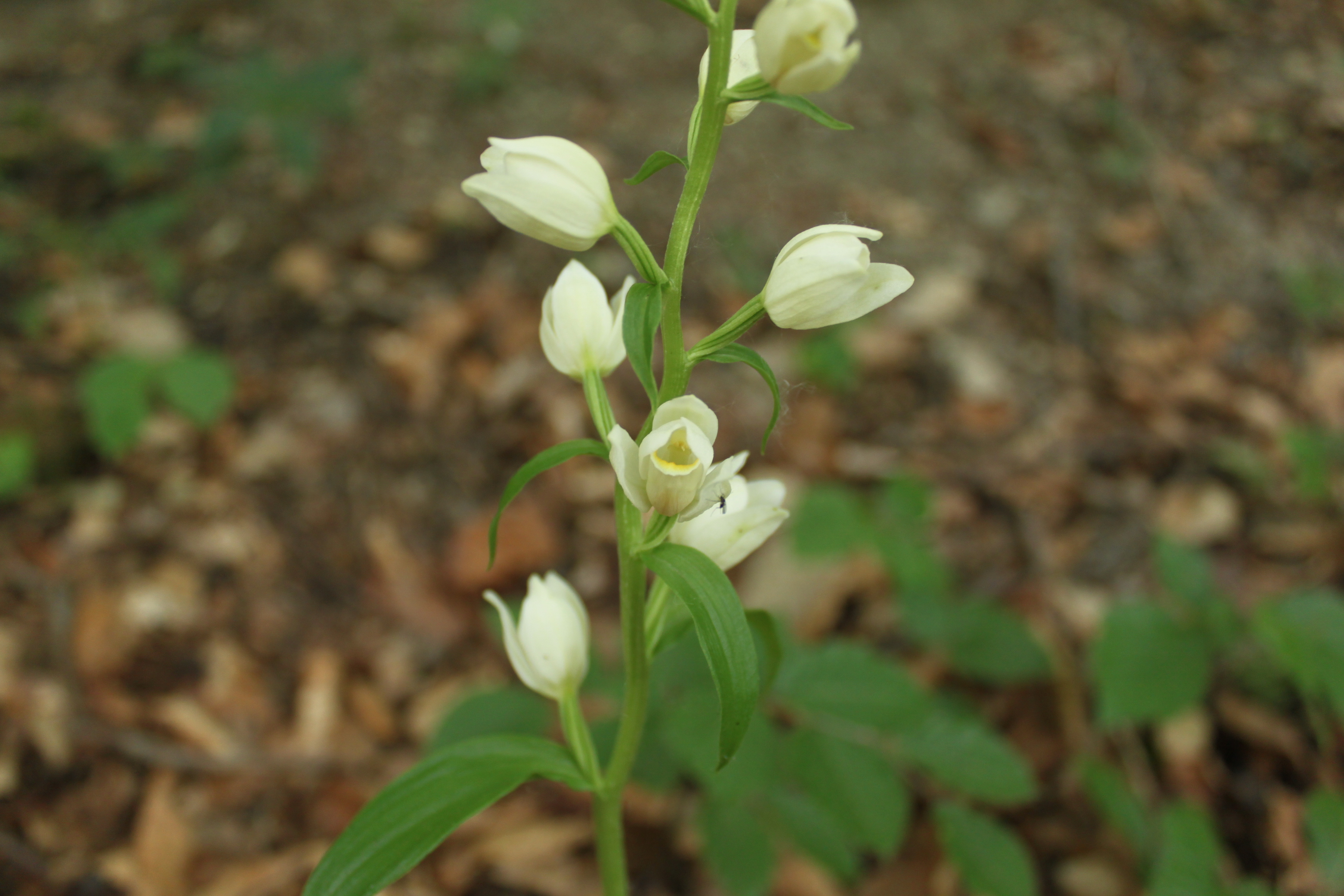
Okrotice bílá